# Thea Altaras

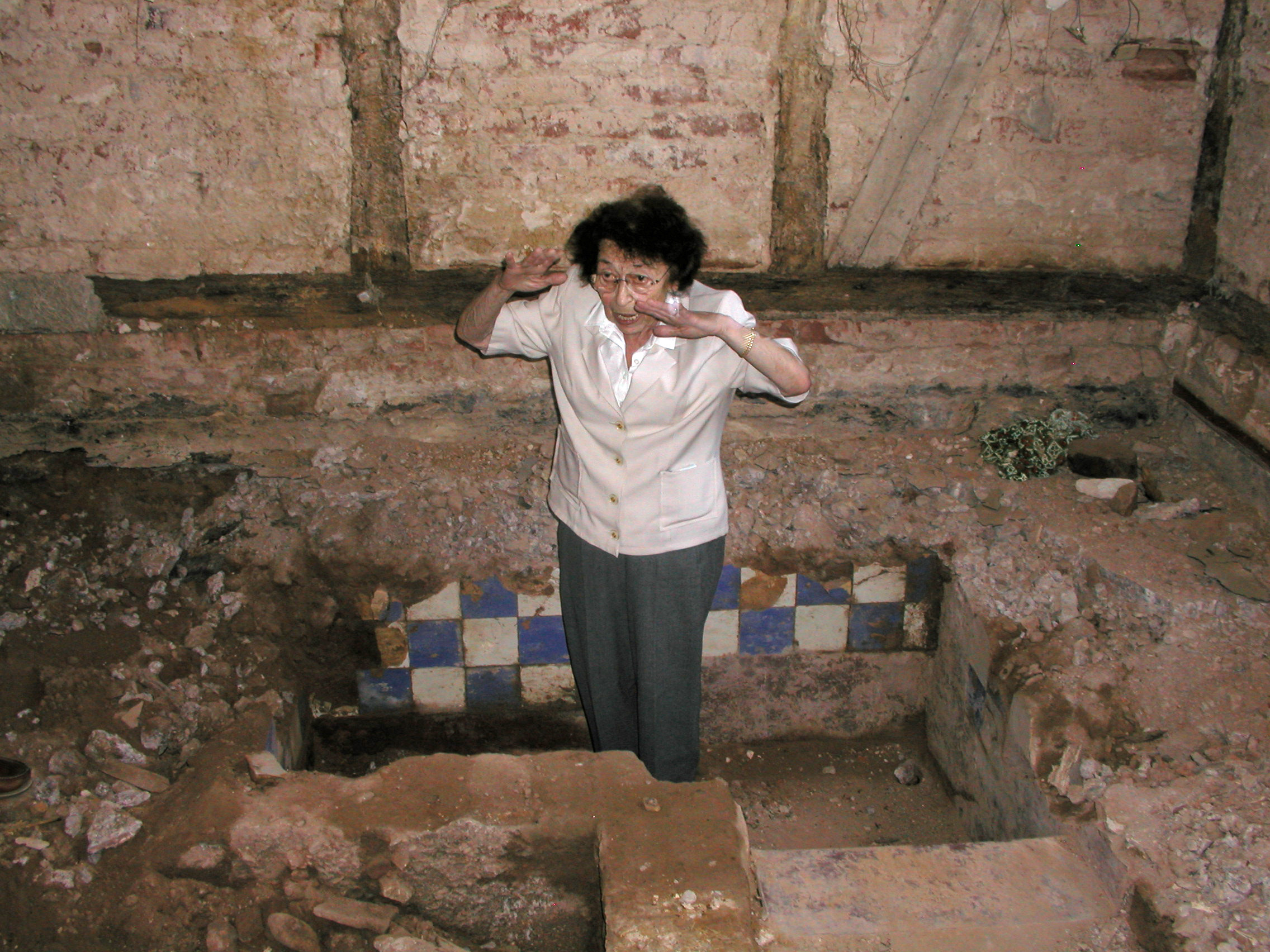
Thea Altaras bei der Freilegung der Mikwe in Rotenburg an der Fulda im Juni 2003

Thea Altaras, geborene Fuhrmann (11. März 1924 in Zagreb, Königreich Jugoslawien – 28. September 2004 in Gießen) war eine jugoslawisch-deutsche Architektin.
Thea Altaras’ Arbeit fand weltweite Aufmerksamkeit durch ihre Forschungen zum Schicksal des zwischen 1933 und 1945 vernichteten und bis zur Veröffentlichung ihrer Arbeiten in Katalogen zumeist vergessenen Landjudentums, der Synagogen und Mikwen in Hessen, die die Pogromnacht 1938 und den Zweiten Weltkrieg als Bauwerke überstanden hatten, sowie über die jüdische Stätten in Gießen.

## Leben
Als Kind deutsch-ungarischer Eltern in Zagreb geboren, wurde Thea Fuhrmann im jüdischen Glauben erzogen. 1936, mit zwölf Jahren, fuhr sie mit ihrer Schwester Jelka für einige Tage nach Split ans Meer. Dort lernte sie ihren späteren Ehemann Jakob Altaras kennen und verliebte sich in diesen. Zwei Jahre später trafen sie sich 1938 in Zagreb auf dem Purim-Ball erneut.
Nach der Zerschlagung Jugoslawiens floh sie noch vor der Machtübernahme des Ustascha-Regimes in die vom faschistischen Italien besetzten Gebiete der kroatischen Küste. Dort war sie zunächst Anfang November 1942 im KZ Kraljevica (Porto Re) interniert, bis sie Anfang Juni 1943 in das KZ Kampor, auf der Insel Rab, verlegt wurde. Im September kapitulierte Italien und öffnete die Lager, bevor zwei Tage später die Deutschen sie übernahmen. In dieser Zeit gelang ihr und ihrer Mutter, mit Hilfe der jugoslawischen Partisanen, die Flucht auf die Insel Vis. Dort traf sie erneut Jakob Altaras, der sie zu überreden versuchte sich der jugoslawischen Volksbefreiungsarmee anzuschließen. Sie ging zunächst mit ihrer Mutter in das von den Alliierten befreite Süditalien, nach Santa Maria di Leuca. Während ihre Mutter im jüdischen Krankenhaus tätig war, beschäftigte Thea sich, bei den Amerikanern, als Übersetzerin von Funksprüchen. Sie unterstützte die Alliierten in dieser Funktion auch bei Überfahrten in den unabhängigen Staat Kroatien und leitete eine Zeit lang ein Kinderheim mit Kindern verwundeter Gefangener oder getöteter Partisanen. Nachdem Split befreit worden war, kehrte sie mit ihrer Mutter nach Jugoslawien zurück. In Split trat sie dem Bund der Kommunisten Jugoslawiens bei und reiste als solche in bereits befreite Gebiete innerhalb Jugoslawiens, suchte Unterstützung bei der Bevölkerung und war Delegierte auf Kongressen.
Nachdem sie in Split das Abitur nachgeholt hatte, studierte sie ab 1947 an der Universität Zagreb Architektur. Sie schloss das Studium 1953 als Dipl.-Ing. ab. Danach arbeitete sie als Architektin in Zagreb und Paris, wo sie ihre Studien vervollständigte. 
1959 heiratete sie Jakob Altaras in Zagreb, die Tochter Adriana wurde 1960 geboren. 1964 wurde Jakob Altaras denunziert, staats- und sozialismusfeindliche Handlungen vorgenommen zu haben und floh aus Jugoslawien. Thea sollte mit der Tochter nachkommen, jedoch wurde ihr der Pass entzogen und sie blieb in Zagreb zurück. Nachdem im gleichen Jahr die Tochter von Familienmitgliedern aus dem Land geschmuggelt worden war, gelang Thea 1965 die Flucht nach Italien. Dort bekam sie keine Aufenthaltserlaubnis und zog nach Konstanz, wo sie politisches Asyl beantragte und beim Städtischen Hochbauamt arbeitete. Drei Jahre lang pendelte sie zwischen Konstanz, Italien (wo ihre Tochter wohnte) und Zürich, wo ihr Mann am Kantonsspital arbeitete. Die deutsche Staatsbürgerschaft erwarb sie 1968. 1969 wurde Jakob Altaras als Professor für Radiologie an die Universität Gießen berufen. Thea Altaras erhielt bei den Hochbauämtern Gießen/Marburg eine Anstellung. 1978 gründeten Jakob und Thea Altaras die Jüdische Gemeinde Gießen. 1984 musste Thea Altaras wegen eines Augenleidens vorzeitig in den Ruhestand gehen. Sie begann ihre Recherchen zum Schicksal der baulichen Überreste ehemaliger Synagogen in Hessen.
1989 erhielt Thea Altaras die Ehrendoktorwürde der Universität Gießen in Würdigung ihrer Forschungen zum hessischen Landjudentum, 1995 die Hedwig-Burgheim-Medaille der Stadt Gießen. In diesem Jahr konnte das im Wesentlichen von ihr geplante neue Jüdische Gemeindezentrum in Gießen eingeweiht werden. Dessen Herzstück ist die umgesetzte und wiederaufgebaute Fachwerksynagoge aus dem oberhessischen Wohra.
Am 5. Oktober 1999 wurde Thea Altaras mit dem Bundesverdienstkreuz am Bande geehrt. In der Nachfolge ihres verstorbenen Mannes Jakob Altaras wurde sie 2001 zur Vorsitzenden der Jüdischen Gemeinde Gießen gewählt.
Ihr Buch Synagogen in Hessen – Was geschah seit 1945? (1987) wurde 1988, ihr zweites Das jüdische Rituelle Tauchbad (1994) 1995 von den hessischen Wissenschafts- und Kultusministerien an alle weiterführenden Schulen Hessens sowie an die Verwaltungen der jeweiligen Gemeinden verteilt. Damit soll ein würdiger Umgang mit den dinglichen Zeugen jahrhundertelanger deutsch-jüdischer Vergangenheit gefördert werden. Thea Altaras wurde daraufhin zu zahlreichen Veranstaltungen in betreffende Orte eingeladen, wo sie referierend und auch beratend tätig wurde. Seither sind zahlreiche Bauten restauriert und einer würdigen Nutzung zugeführt worden. Auch wurden an vielen der ehemaligen Synagogen oder Bethäusern Gedenktafeln angebracht. Kurz vor ihrem Tod konnte Thea Altaras die Arbeit an einer kombinierten und aktualisierten Neuausgabe dieser Bände weitgehend vollenden. Das Werk enthält 276 architektonische Beschreibungen und Bauhistorien zu Synagogen und rituellen Tauchbädern aus allen 264 hessischen Orten, deren Synagogenbauten die Novemberpogrome 1938 und den Zweiten Weltkrieg überstanden.

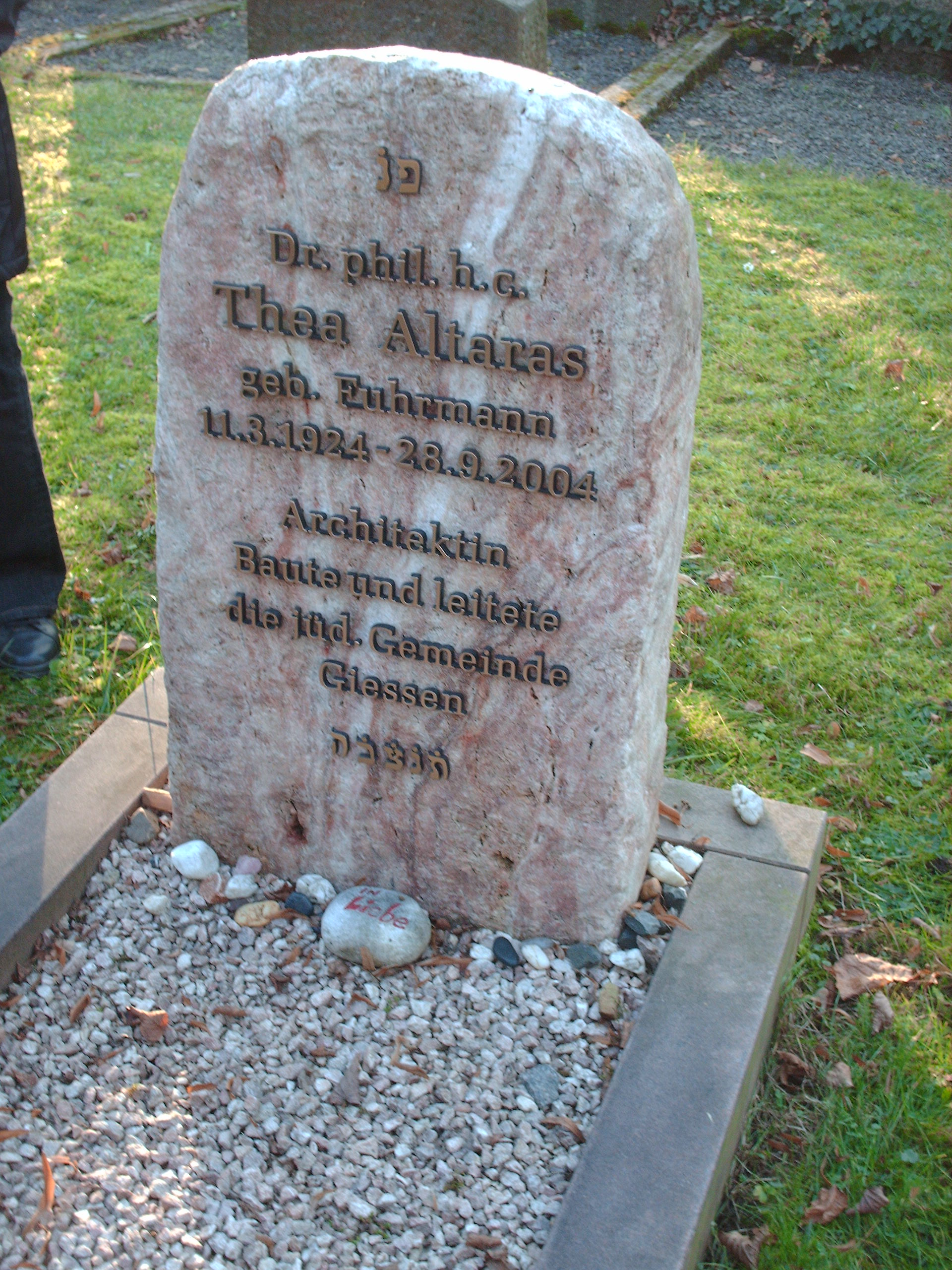
Grab Altaras’ am Neuen Friedhof in Gießen

## Nachruf
- Christoph Mohr: Dr. Ing. h.c. Thea Altaras gestorben. In: Denkmalpflege und Kulturgeschichte 4, 2004, S. 46.

## Schriften
- Stätten der Juden in Gießen. Von den Anfängen bis heute (= Die Blauen Bücher). Verlag Langewiesche, Königstein i. Ts. 1998, ISBN 3-7845-7793-8.
- Synagogen in Hessen – Was geschah seit 1945? (= Die Blauen Bücher). Verlag Langewiesche, Königstein i. Ts. 1988, ISBN 3-7845-7790-3.
  - 2., erweiterte Auflage unter dem Titel: Das jüdische rituelle Tauchbad und: Synagogen in Hessen – Was geschah seit 1945? Teil II. Verlag Langewiesche (= Die Blauen Bücher), Königstein i. Ts. 1994, ISBN 3-7845-7792-X.
  - aktualisierte und erweiterte Neuausgabe unter dem Titel: Synagogen und jüdische Rituelle Tauchbäder in Hessen – Was geschah seit 1945? Eine Dokumentation und Analyse aus allen 264 hessischen Orten, deren Synagogenbauten die Pogromnacht 1938 und den Zweiten Weltkrieg überstanden. 276 architektonische Beschreibungen und Bauhistorien. Aus dem Nachlass herausgegeben von Gabriele Klempert und Hans-Curt Köster. Verlag Langewiesche (= Die Blauen Bücher), Königstein i. Ts. 2007, ISBN 978-3-7845-7794-4.